# Aartsbisdom Poznań

Bisdommen in Polen
25. Aartsbisdom Poznań
26. Bisdom Kalisz

Het aartsbisdom Poznań (Latijn: Archidioecesis Posnaniensis, Pools: Archidiecezja Poznańska) is een in Polen gelegen rooms-katholiek aartsbisdom met zetel in de stad Poznań. De aartsbisschop van Poznań is metropoliet van de kerkprovincie Poznań waartoe ook het volgende suffragane bisdom behoort:
- bisdom Kalisz

## Geschiedenis
In 968 werd in Polen een missionair bisdom gesticht met zetel in Poznań dat direct onder gezag van de Heilige Stoel stond. In 1000 werd dit bisdom officieel aangeduid als bisdom Poznań. In de 11e en 12e eeuw was het bisdom suffragaan aan het aartsbisdom Gniezno. Op 16 juli 1821 werd het bisdom verheven tot aartsbisdom en tot 12 november 1948 waren de aartsbisdommen Gniezno en Poznań in een personele unie in aeque principaliter aan elkaar verbonden.

## Bisschoppen
Zie Lijst van bisschoppen en aartsbisschoppen van Poznań

## Afbeeldingen

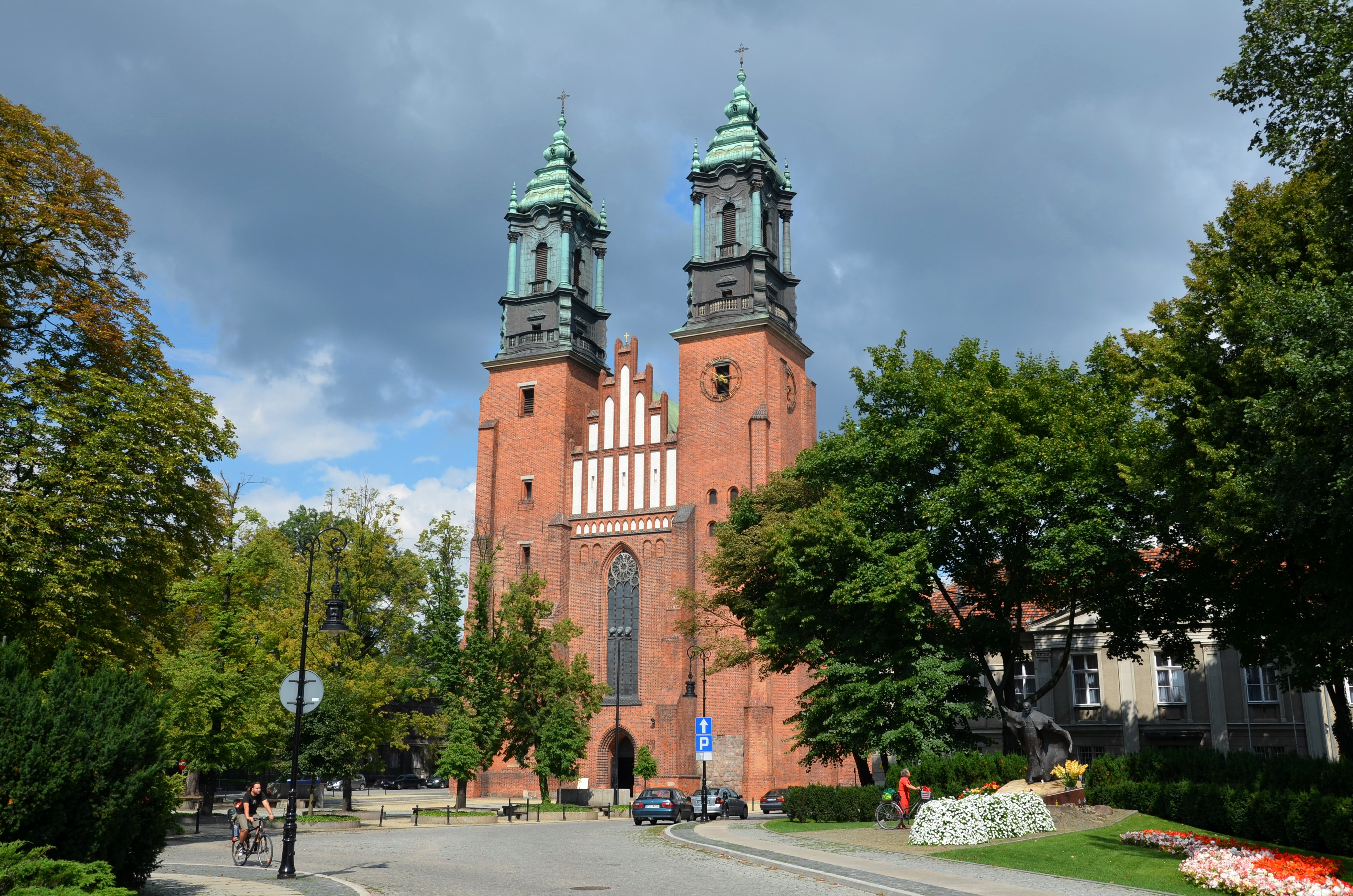
Kathedraal van Poznań
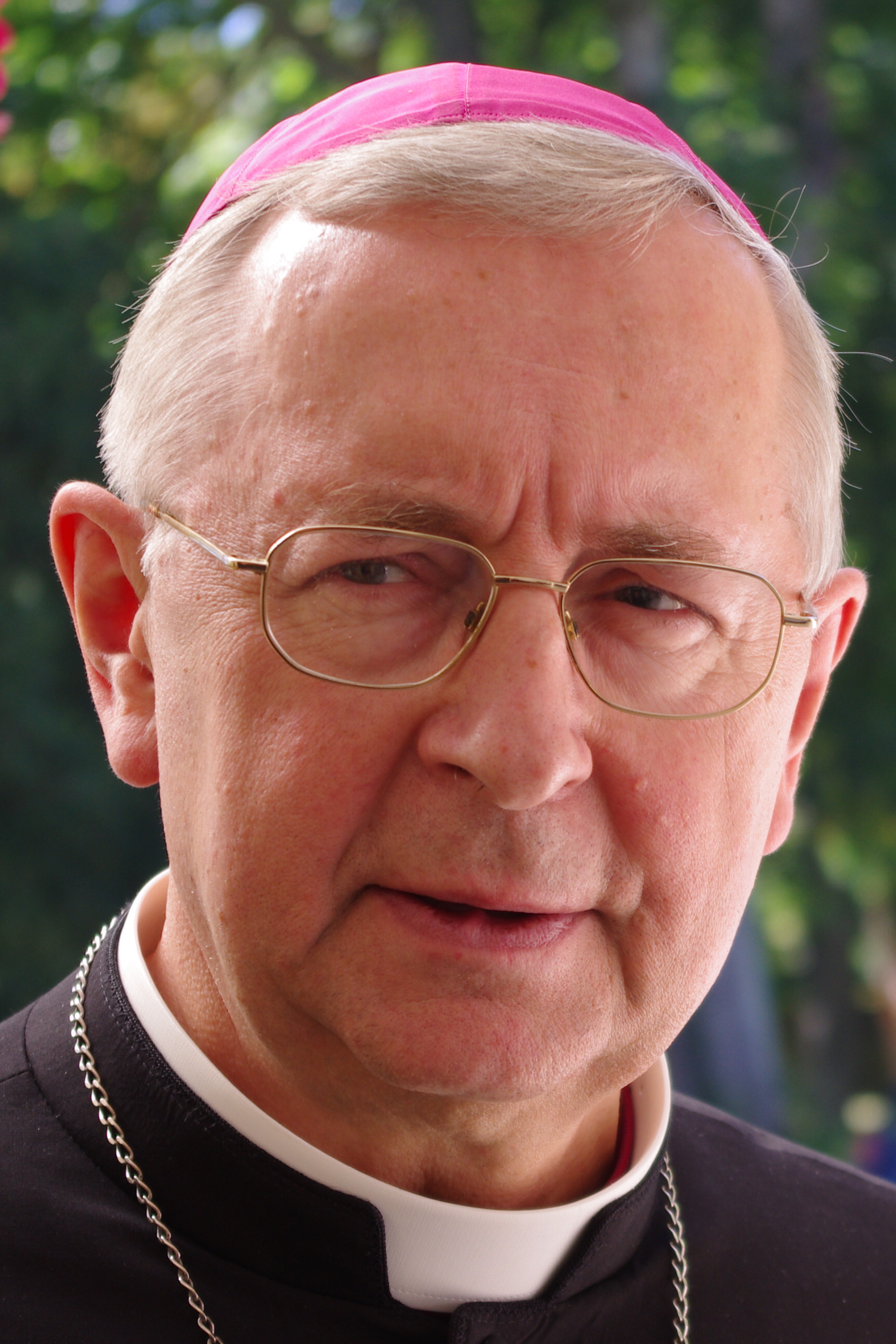
Aartsbisschop Gadecki